# Нобаїзм-Зом
Нобаїзм-Зом також Нобайсум-Зом (англ. Nobaism Zom; Nobaisum Zom) — гора в гірській системі Гіндукуш. Розташована в провінції Хайбер-Пахтунхва, на півночі Пакистану. Лежить за 5,5 км на південний схід від гори Ношак (7492 м) і за 16 км на північ — північний схід від Тірич-Мір — найвищої вершини гір Гіндукуш.

## Географія
Абсолютна висота вершини становить 7070 м. Вона з'єднана із сусідньою вищою вершиною Шинґеїк Зом (7291 м), яка лежить за 3,46 км на північ — північний захід, сідлом висотою 6350 м. Однак домінуючою вершиною для Нобаїзм-Зом є Північний пік (7374 м) вершини Істор-о-Нал (7403 м), що розташований за 2,5 км на південний схід. Між собою вони з'єднані сідлом висотою 6520 м. Тому відносна висота вершини становить 550 м, завдяки чому Нобаїзм-Зом вважається незалежною горою.
На північно-східному схилі гори розташований льодовик Південний Атрак, приплив льодовика Атрак. На захід тягнеться гірський хребет, навколо якого обтікає бічній льодовик Верхній Тірич.
Вперше на Нобаїзм-Зом піднялися 10 липня 1967 австрійські альпіністи Курт Дімбергер та Курт Лапуч, по східному гребеню.